# KOYO証券
KOYO証券株式会社（こうようしょうけん、KOYO SECURITIES CO.,LTD.）は、東京都中央区東日本橋に本拠を構える商品先物取引業者（2015年3月30日、取次取引員に業態変更）系の証券会社。2011年（平成23年）9月1日、現社名に商号変更。

## 概要
デリバティブ商品を中心に、対面営業を基盤とした商品先物取引業者である。FX（くりっく365）、商品（貴金属、穀物等）先物、上場株価指数CFD（くりっく株365）、商品ファンドを取り扱っているほか、ブラジルなどの円建て外債も販売している。

## 沿革
- 1963年（昭和38年）2月 - 大同物産株式会社を名古屋市に資本金 1,500万円で設立
- 1980年（昭和55年）9月 - ミリオン貿易株式会社に商号変更
- 1984年（昭和59年）1月 - 東京金取引所（現・東京工業品取引所）貴金属市場商品取引員許可
- 1985年（昭和60年）5月 - 東京穀物商品取引所農産物市場取引員許可
- 1999年（平成11年）5月 - 商品投資販売業許可
- 2000年（平成12年）6月 - 本社を名古屋から東京へ変更
- 2000年（平成12年）6月 - 光陽ファイナンシャルトレード株式会社に商号変更
- 2004年（平成16年）6月 - 商品ファンド販売開始
- 2006年（平成18年）7月 - 純金積立の販売を開始
- 2007年（平成19年）9月 - 金融商品取引業登録 【登録番号：関東財務局長(金商)第1588号】
- 2008年（平成20年）2月 - 本社を現住所へ移転
- 2011年（平成23年）2月 - (社)金融先物取引業協会 加入
- 2011年（平成23年）2月 - 東京金融取引所為替証拠金取引「くりっく365」の取引資格取得
- 2011年（平成23年）8月 - 有価証券関連業登録 【登録番号：関東財務局長(金商)第1588号】
- 2011年（平成23年）8月 - 日本投資者保護基金 加入
- 2011年（平成23年）9月 - KOYO証券株式会社に商号変更
- 2011年（平成23年）9月 - 日本証券業協会 加入
- 2011年（平成23年）9月 - 東京金融取引所株価指数証拠金取引「株365」の取引資格取得
- 2021年（令和3年）3月 - 商品先物取引業を廃止